# Cimetière Saint-Bernard de Vallauris
Le cimetière Saint-Bernard est l'un des deux cimetières communaux de Vallauris dans le département des Alpes-Maritimes. Il est situé chemin de Saint-Bernard, au nord du col Saint-Bernard. L'autre cimetière est le Vieux cimetière situé montée Sainte-Anne, au sud du col Saint-Bernard, près du centre ancien de Vallauris.

## Personnalités inhumées
- Guy Breton (1919-2008), écrivain et journaliste.